# SOHO彗星 (C/2007 M5)
SOHO彗星（SOHOすいせい、C/2007 M5）とは、サングレーザーに属する彗星の1つである。
C/2007 M5は、多数発見されているサングレーザーの中でも、約16万km (0.0011AU) という飛びぬけて小さい近日点距離を持つ。他に多数発見されているSOHO彗星を含むサングレーザーは、特に近日点距離が近いクロイツ群の平均が0.005AU、最低でも0.0041AU以上の値を持っていることからも、C/2007 M5が異質な値を持っていることがわかる。当然ながら、太陽半径である約70万km (0.0047AU) よりはるかに小さい値なので、太陽にほぼ突っ込む形で衝突することになる。ちなみに、軌道傾斜角もクロイツ群の平均である144度前後である物が多い中で154度と、10度程度値が違う。